# Stary Cmentarz Żydowski w Cieszynie

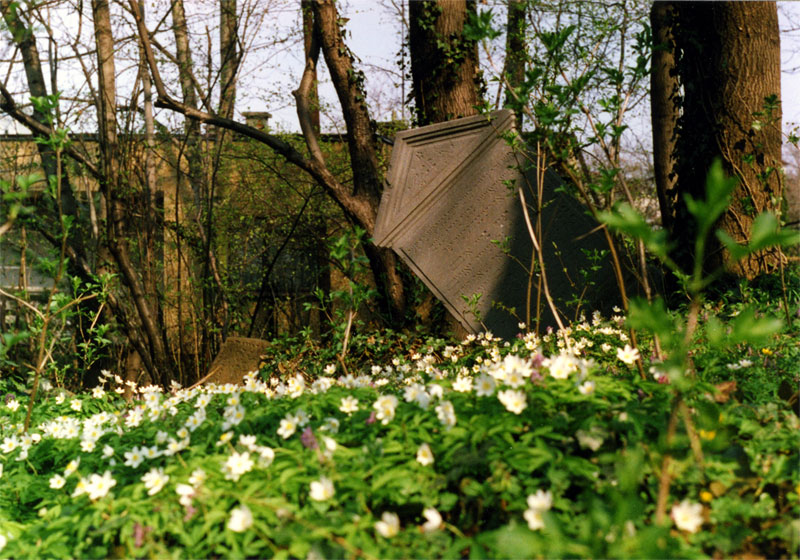
Wiosna na Starym Cmentarzu

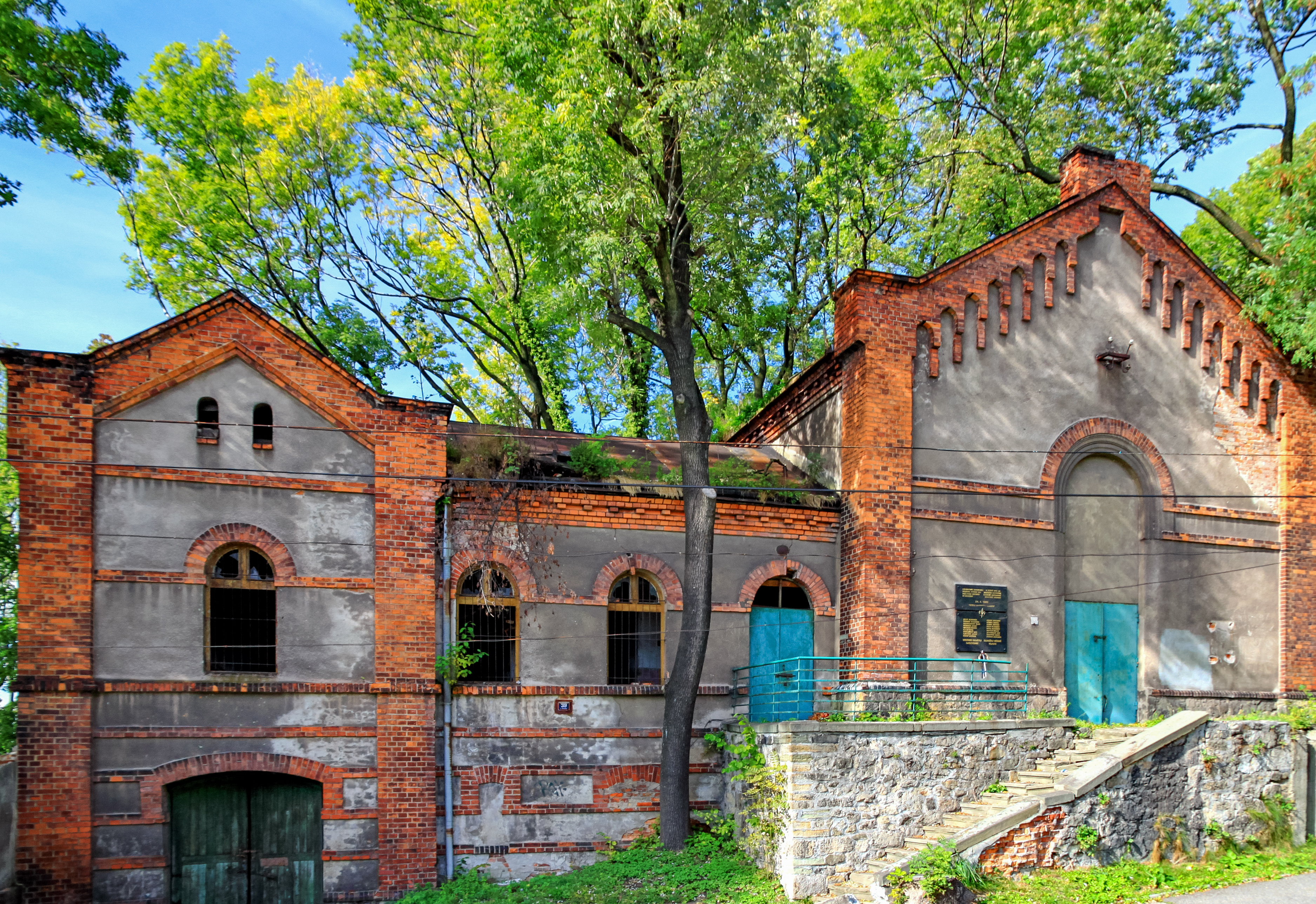
Dom przedpogrzebowy

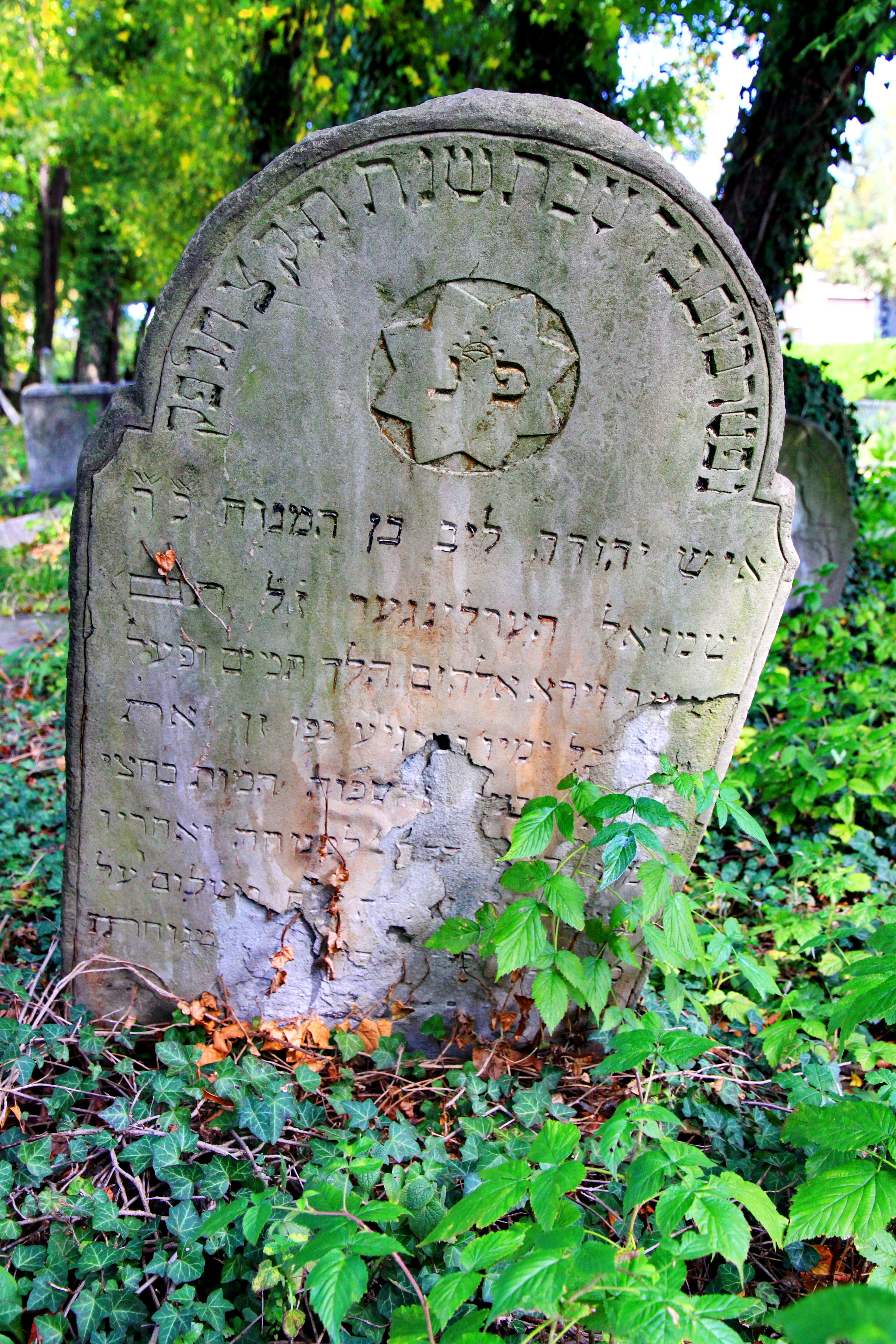
Jedna z macew upamiętniająca Jehudę Lejba syna Samuela Herlingera zm. 4 tevet 5598 wg kalendarza hebrajskiego = 1 stycznia 1838 r.

Stary Cmentarz Żydowski przy ulicy Hażlaskiej 39 w Cieszynie jest jedną z dwóch (obok Nowego Cmentarza Żydowskiego) izraelickich nekropolii w mieście i zarazem najstarszą z nich.
Grunt pod cmentarz został zakupiony w 1647 r. i od tego czasu należał do rodziny Singerów. W 1785 r. cmentarz przestał być własnością prywatną – został sprzedany gminie żydowskiej w Cieszynie. Ostatni pochówek na terenie cmentarza odbył się w 1928 r. W 1986 r. cmentarz został wpisany do rejestru zabytków. Cmentarz obecnie należy do Gminy Wyznaniowej Żydowskiej w Bielsku-Białej.
Do dziś na terenie cmentarza zachowało się ponad 1500 nagrobków. Cmentarz ma powierzchnię 1,9 ha i jest otoczony murowanym ogrodzeniem.

## Historia

### Prywatny cmentarz rodziny Singerów
Początki cmentarza związane są z osobą Jakuba Singera – założyciela najstarszego żydowskiego rodu mieszkającego na stałe w Cieszynie. W 1631 oku zawarł on z księżną Elżbietą Lukrecją umowę o najem cieszyńskiego myta, a instrukcja księżnej z 23 kwietnia 1647 r. nadawała mu – jako książęcemu poborcy podatków – szerokie przywileje, takie jak swobodne wyznawanie religii mojżeszowej i zgoda na urządzenie cmentarza dla zmarłych rodziny Singera.
Jakub Singer zakupił w tym samym roku od mieszczanina Jana Krausa teren na tzw. „Winogradach”, który stał się zalążkiem dzisiejszego cmentarza. Jakub Singer pochowany został na nim jako pierwszy; jednak jego nagrobek nie zachował się do czasów współczesnych. Po wydaniu przez Karola VI edyktu tolerancyjnego w 1713 r. nastąpił napływ ludności żydowskiej do miasta i w związku z tym na cmentarzu pochówki odbywały się znacznie częściej niż dawniej. W związku z brakiem miejsc grzebalnych Singerowie dokupili w 1715 r. fragment gruntu wraz z domem od Jana Fabera, a w 1723 r. kawałek pola od Zuzanny Berisch. W uzyskanym budynku osadzono sługę, który opiekował się cmentarzem.
W czasach Marii Teresy cmentarz był już powszechnie używany przez Żydów z Cieszyna i okolic. W 1768 r. Singerowie (Hirschel Singer i jego siostra Endel, wdowa po Jakubie Oppenheimie) znów powiększyli areał kirkutu poprzez wykup przylegającego ogrodu pofolwarcznego. Utrzymywali oni w tym okresie grabarza, a za pochówek pobierali wysokie opłaty, choć 20 biednych Żydów rocznie grzebali na własny rachunek z dodaniem przyodziewku.

### Cmentarz własnością gminy
31 marca 1785 r. Mojżesz Hirschel Singer sprzedał areał cmentarza za 900 florenów ogółowi 88 tolerowanych rodzin żydowskich w Cieszynie i od tego momentu cmentarz przestał być prywatną własnością rodziny Singerów, lecz gminy żydowskiej obejmującej cały Śląsk Cieszyński. Cmentarz był stale powiększany – w 1802 r. nabyto parcelę Pawła Płoszka, a w 1836 r. teren wyeksploatowanego kamieniołomu. Od tego momentu cmentarz osiągnął swój ostateczny kształt widoczny obecnie.
Około 1820 r. przy cmentarzu wybudowano szpital dla biednych Żydów, a w 1830 r. teren cmentarza otoczono ceglanym murem. W 2. połowie XIX wieku wybudowano, istniejący do dziś, dom przedpogrzebowy z mieszkaniem dla strażnika i stajnią dla koni i karawanu. Budynek ten był darem Emanuela A. Ziffera – pochodzącego z Cieszyna specjalisty od kolejnictwa w Austrii – i poświęcony był pamięci jego rodziców, o czym informuje tablica.
W 1890 r. ze względu na brak miejsca przeznaczono na cele grzebalne teren starego domu przedpogrzebowego i domku strażnika. Cmentarz osiągnął powierzchnię 0,817 ha z 1977 kwaterami grobowymi. Postanowiono także wybudować w niewielkiej odległości od starego nowy cmentarz, którego oddanie do użytku miało miejsce w roku 1907. Po oddaniu nowego cmentarza pochówki na starym kirkucie odbywały się sporadycznie, a ostatni znany z nazwiska pochowany to dr Walter Schramek, zmarły w 1928 r. Stary Cmentarz Żydowski w Cieszynie był więc miejscem pochówków przez blisko 250 lat.
Od XIX wieku cmentarzem zajmowali się członkowie bractwa pogrzebowego „Chewra Kadisza”. W latach 80. i 90. XIX wieku zarządcą cmentarza był Leopold Wolf, a następnie do I wojny światowej długoletni przewodniczący bractwa Moritz Presser.

### Podczas II wojny światowej
Na początku września 1939 r. cmentarz został zamknięty przez okupacyjne władze niemieckie, a w 1941 r. skonfiskowany na rzecz III Rzeszy. W marcu 1943 r. wydano zarządzenie o przekształceniu cieszyńskich cmentarzy w parki, gdyż po „przesiedleniu” miejscowych Żydów nie będą już używane. Do końca wojny nic jednak w tej kwestii nie przedsięwzięto i cmentarz przetrwał okupację w dobrym stanie. Na terenie starego cmentarza gestapo przeprowadziło w kwietniu 1945 r. egzekucję 81 zakładników – w tym 18 czechosłowackich skautów. Po wojnie ciała zostały ekshumowane i przeniesione do zbiorowej mogiły na Cmentarzu Komunalnym w Cieszynie.

### Po wojnie
Po wojnie cmentarzem opiekowała się Kongregacja Wyznania Mojżeszowego w Cieszynie, a od 1966 r. Kongregacja w Bielsku-Białej. Następowała szybka dewastacja cmentarza – kradziono m.in. stare macewy na cele budowlane, a stan wykonanych z piaskowca macew pogarszało duże zasolenie gleby. Dom przedpogrzebowy został wyremontowany w latach 1972–1973, a następnie był wynajmowany na magazyny. W 1986 r. cmentarz został wpisany do rejestru zabytków. Po 1989 r. Gmina Wyznaniowa Żydowska w Bielsku-Białej usiłowała zachować czystość i na bieżąco dokonywać niezbędnych napraw na terenie cmentarza. Rozebrany został grożący zawaleniem fragment okalającego cmentarz ceglanego muru.

## Sztuka sepulkralna

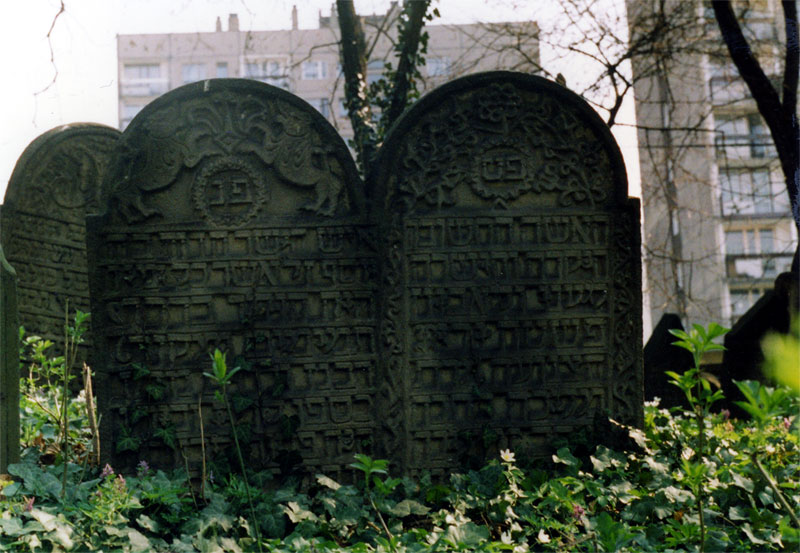
Podwójna macewa małżonków Dawida syna Józefa i Małki córki Jakuba z 1763 r.

Do czasów współczesnych zachowało się 1576 nagrobków, a najstarszy z nich pochodzi z 1686 r.
Najstarsze nagrobki to małe i grube stele z piaskowca zakończone trójkątem lub łukiem odcinkowym. Wgłębne inskrypcje składają się z dużych, dość ozdobnych liter. Nagrobki z drugiej ćwierci XVIII wieku są już większe i posiadają pierwsze elementy ornamentyki – takie jak rozety i wici roślinne. Około roku 1750 pojawiły się nagrobki zwieńczone łukiem pełnym, a w latach 60. wzbogacone zostały o ornamenty i elementy symboliczne (heraldyczne lwy – łączone z imieniem zmarłego, Drzewo Życia, lewicki dzban – symbol posługi kapłańskiej, korona – nawiązanie do talmudycznych trzech koron wieńczących ludzkie dzieło).
Inskrypcje stosowane na macewach w Cieszynie są bardzo krótkie i proste – należą do nich, oprócz imienia zmarłego i daty urodzenia i śmierci, krótkie pochwały dotyczące sprawiedliwości, bogobojności czy dobroczynności i opieki nad ubogimi. Sporadycznie pojawiają się dłuższe teksty nagrobne jak na steli zmarłego 22 kwietnia 1791 r. Izaaka syna Aszera z Wodzisławia:
„W piątek w drugi dzień półświęta Paschy 551 przyszedł Izaak do dołu na polu i upadł i pogrążył się w wodzie i łzach naszych oczu”.
Nagrobki powstałe od połowy XIX wieku straciły wygląd tradycyjnych macew, co wynikało z asymilacji Żydów. Pojawiają się nawiązania do stylistyki neoklasycznej (kwiat akantu, jońskie lub doryckie półkolumienki), a od połowy lat 50. obelisk – typowa forma nagrobna żydowskich środowisk asymilowanych. Nagrobki obeliskowe pozbawione są cech identyfikacji religijnej, czasem nie posiadają nawet inskrypcji hebrajskiej – epitafia wyryte są alfabetem łacińskim, najczęściej w języku niemieckim. Wykonane są już nie z piaskowca, lecz ciemnego granitu i wapienia krystalicznego. Na cmentarzu znajdują się także dwa nagrobki żeliwne (Ignaza Loebensteina i Estery Altman) z drugiej połowy XIX wieku. Najprawdopodobniej w Cieszynie znajdowały się także nagrobki drewniane, stosowane w ubogich pochówkach, żaden jednak nie przetrwał do naszych czasów.